# Moonlight and vodka
Moonlight and vodka is een single van Chris de Burgh. Het is afkomstig van zijn album Man on the line. Het nummer werd waarschijnlijk alleen in Nederland op single uitgebracht.
Moonlight and vodka gaat over een door wodka enigszins aangeschoten Amerikaanse spion in de eenzame winter in Moskou; hij verlangt naar het zonnige Los Angeles. De B-kant A spaceman came travelling was een oud succes van De Burgh, echter geen succes in de Benelux en werd geproduceerd door Robin Geoffrey Cable.
De single haalde geen notering in de hitparades van de Benelux.